# Michael Ealy

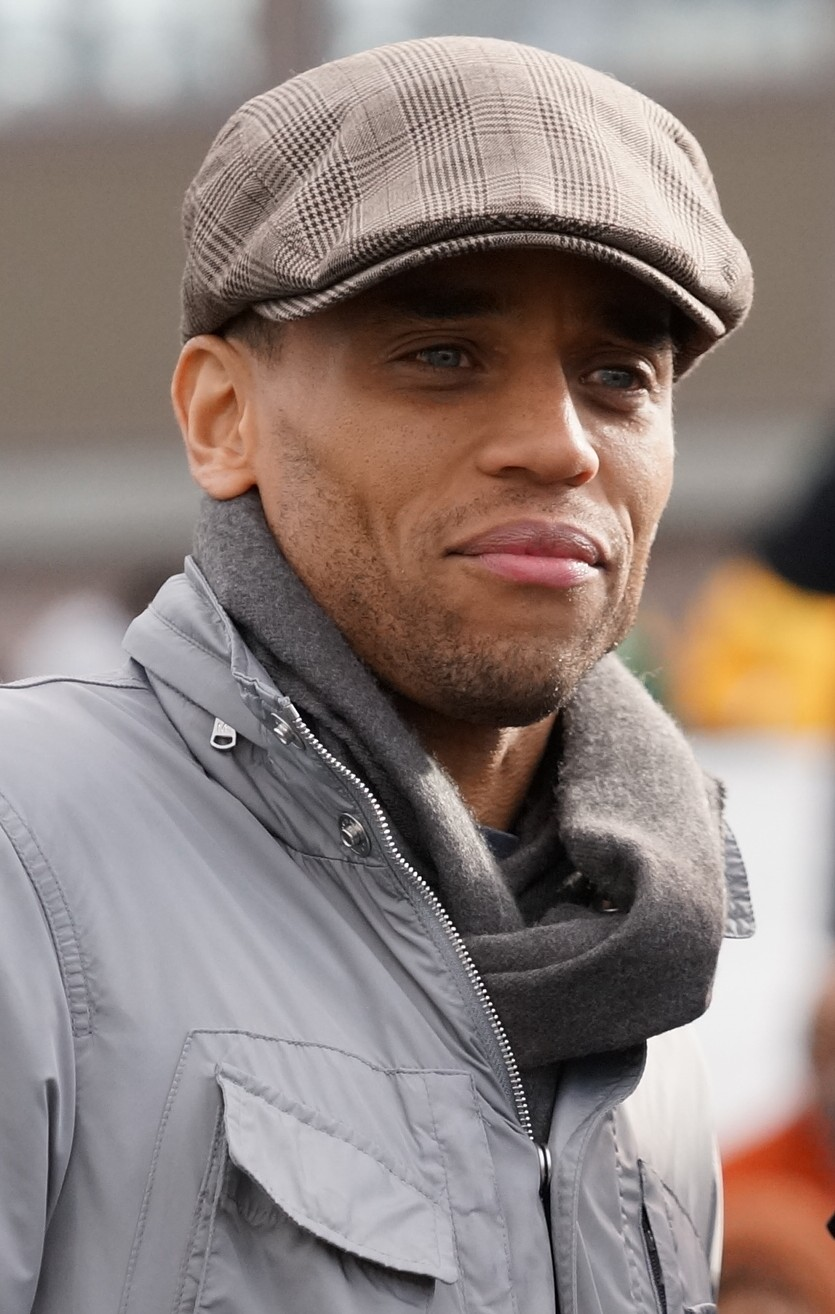
Michael Ealy (2012)

Michael Ealy (* 3. August 1973 in Silver Spring, Maryland als Michael Brown) ist ein US-amerikanischer Schauspieler.

## Leben und Karriere
Michael Ealy wurde in Silver Spring geboren. Er spielte Fußball und Basketball für die Springbrook High School. Nach dem Abschluss der High-School besuchte er die University of Maryland. Dort studierte er Englisch. Nach seinem Abschluss zog er nach New York.
Bekannt ist Ealy vor allem durch seine Hauptrolle in der Fernsehserie Sleeper Cell, in der er einen Undercover-Agenten spielt, der eine islamistische Terrorzelle unterwandert. Diese Rolle brachte ihm eine Nominierung bei den Golden Globe Awards 2007 in der Kategorie Bester Hauptdarsteller – Mini-Serie oder Fernsehfilm ein. 2012 hatte er eine Hauptrolle in der Serie Common Law.
Außerdem spielte er in Beyoncés Musikvideo zu Halo die männliche Hauptrolle. Dies tat er auch schon bei Mariah Careys Musikvideo zu Get your number.

## Filmografie
- 2001: Kissing Jessica Stein
- 2002: Barbershop
- 2002: Bad Company
- 2002: Emergency Room – Die Notaufnahme (ER, Fernsehserie, Episode 9x10)
- 2003: 2 Fast 2 Furious
- 2004: Barbershop 2 (Barbershop 2: Back in Business)
- 2004: Never Die Alone
- 2004: November
- 2005: Their Eyes Were Watching God
- 2005: Jellysmoke
- 2005–2006: Sleeper Cell (Fernsehserie, 18 Episoden)
- 2008: Sieben Leben (Seven Pounds)
- 2008: Buffalo Soldiers ‘44 – Das Wunder von St. Anna (Miracle at St. Anna)
- 2009: Hawthorne (Fernsehserie, Episode 1x05)
- 2009–2010: FlashForward (Fernsehserie, 10 Episoden)
- 2010: Takers – The Final Job (Takers)
- 2010–2011: Good Wife (The Good Wife, Fernsehserie, 12 Episoden)
- 2011: Californication (Fernsehserie, 5 Episoden)
- 2012: Underworld: Awakening
- 2012: Denk wie ein Mann (Think Like a Man)
- 2012: Common Law (Fernsehserie, 12 Episoden)
- 2012: Bedingungslos (Unconditional)
- 2013: Last Vegas
- 2013–2014: Almost Human (Fernsehserie, 13 Episoden)
- 2014: Denk wie ein Mann 2 (Think Like a Man 2)
- 2014: About Last Night
- 2015: The Following (Fernsehserie, 10 Episoden)
- 2015: The Perfect Guy
- 2016: Secrets and Lies (Fernsehserie, 10 Episoden)
- 2017, 2019: Being Mary Jane (Fernsehserie, 15 Episoden)
- 2019: Jacob’s Ladder
- 2019: The Intruder
- 2019: Stucco (Kurzfilm)
- 2019–2020: Stumptown (Fernsehserie)
- 2020: Fatale
- 2020: Really Love
- 2022: The Woman in the House Across the Street from the Girl in the Window (Fernsehserie, 8 Episoden)
- 2022: Bel Air (Fernsehserie)
- 2022: Reasonable Doubt (Fernsehserie)